# Molí de Masdevall
El Molí de Masdevall és una obra de Maçanet de Cabrenys (Alt Empordà) inclosa a l'Inventari del Patrimoni Arquitectònic de Catalunya.

## Descripció
Molí conservat parcialment, sobre la planta quadrangular s'alcen murs en paredat coberts per vegetació. La coberta ensorrada ha desaparegut. Es conserva l'estructura principal amb el carcabà. També es conserven les obertures o finestres emmarcades per restes de mola.

## Història
Construït el 1748, era el molí del mas Masdevall.